# 弗拉基米爾·伊萬諾維奇·雷巴克
弗拉基米尔·伊万诺维奇·雷巴克（羅馬化：Volodymyr Ivanovych Rybak；1971年11月30日—2014年4月17日），乌克兰政治人物，霍爾利夫卡市议会议员，于2014年4月17日被亲俄武裝绑架并杀害。这是俄乌战争期间親俄武裝涉嫌犯下的首批战争罪行之一。